# Matayba domingensis
Matayba domingensis là một loài thực vật có hoa trong họ Bồ hòn. Loài này được (DC.) Radlk. mô tả khoa học đầu tiên năm 1879.